# Fraser (priimek)
Fraser je priimek več oseb:
- Alexander Donald Fraser, britanski general
- Francis Hugh Fraser, britanski general
- William Fraser, britanski general
- William Archibald Kenneth Fraser, britanski general
- Dawn Fraser, avstralska plavalka
- Malcolm Fraser, avstralski politik
- Bruce Fraser, britanski admiral
- Simon Fraser, kanadski raziskovalec
- Neale Fraser, avstralski tenisač